# كريستيان شويغلير
كريستيان شويغلير (6 يونيو 1984 سويسرا - ) هو لاعب كرة قدم سويسري، يلعب كمدافع.

## الحياة الشخصية
هو شقيق بيرمين شويجلر الذي هو لاعب كرة قدم كذلك.

## وصلات خارجية
كريستيان شويغلير على موقع قاعدة بيانات كرة القدم.إي يو (الإنجليزية)
- كريستيان شويغلير على موقع Soccerway.com (الإنجليزية)
- كريستيان شويغلير على موقع عالم كرة القدم.نت (الإنجليزية)
- كريستيان شويغلير على موقع AS.com (الإسبانية)